# راهول بانرجی (بازیگر)
آرونُدای بانِرجی (بنگالی: রাহুল ব্যানার্জী؛ زادهٔ arunoday banerjee۱۶ اکتبر ۱۹۸۳) با نام هنری راهول، هنرپیشه اهل کشور هند است. وی در سال ۲۰۱۰ با بازیگری هندی به نام پریانکا سارکار ازدواج نمود.
او در فیلم چهار ضلعی بازی کرده‌است.